# Munții Bihorului
Munții Bihorului sunt o grupă montană a Munților Apuseni, aparținând de lanțul muntos al Carpaților Occidentali. Cel mai înalt vârf este Vârful Bihor(Curcubăta Mare), cu 1.849 metri.

## Localizare
Munții Bihorului sunt delimitați astfel:
- la nord de Munții Vlădeasa, uneori considerați parte a Munților Bihorului (Munții Bihor-Vlădeasa),
- la nord-est de Munții Gilăului,
- la est de masivul Muntele Mare,
- la sud-est și sud de Munții Metaliferi și masivul Muntele Găina (considerat și el uneori parte a Munților Bihorului),
- la vest de Munții Codru-Moma,
- la nord-vest de Depresiunea Beiuș.

## Imagini panoramice

Vedere panoramică a Munților Pădurea Craiului și a Munților Bihorului din localitatea Josani, Căbești, județul Bihor în aprilie 2015. Vârful Bihor (Cucurbăta Mare), cel mai înalt din Carpații Occidentali, cu înălțimea de 1849 metri, este vizibil în colțul din dreapta sus a imaginii. Este înzăpezit și are un turn (o antena) în vârf.

## Obiective turistice
- Cetățile Ponorului
- Peștera Cetatea Rădesei
- Lumea Pierdută
- Peștera Urșilor
- Peștera Scărișoara
- Peștera Ghețarul Vîrtop
- Peștera Coiba Mare
- Peștera Poarta lui Ionele
- Peștera Drăcoaia
- Peștera Pișolca
- Cascada Vîrciorog
- Cascada Pătrăhăițești
- Cheile Ordîncușii
- Groapa Ruginoasă
- Vîrful Bihorul
- Vîrful Piatra Grăitoare
- Vîrful Curcubăta Mica

## Localități în zonă
- Brad
- Vașcău
- Ștei
- Nucet
- Băița
- Arieșeni
- Avram Iancu
- Câmpeni
- Abrud